# Mercury Marquis
Der Mercury Marquis ist ein PKW-Modell, das der US-amerikanische Automobilkonzern Ford von 1966 bis 1985 baute und unter der Konzernmarke Mercury verkaufte. Der Marquis ging aus Mercurys damaligem Spitzenmodell Park Lane hervor, das er 1969 vollständig ablöste. Bis 1974 war der baugleiche, aber schwächer ausgestattete Monterey ein Schwestermodell des Marquis. Der Marquis gehörte nach amerikanischen Maßstäben bis 1981 zur Full-Size-Klasse und danach zur Mittelklasse (sog. Intermediates).

## Modellgeschichte
Bis 1966 bildete Mercurys Baureihe Park Lane das Spitzenmodell der Marke. Die Reihe umfasste zuletzt zwei- und viertürige geschlossene Fahrzeuge sowie ein zweitüriges Cabriolet. Im Herbst 1966 führte Mercury als Flaggschiff den Marquis ein, der in den ersten beiden Jahren nur als zweitüriges Hardtop-Coupé erhältlich war. Er war oberhalb der Park Lanes positioniert. Eine dem Marquis entsprechende viertürige Variante wurde 1967 unter der Bezeichnung Mercury Park Lane Brougham verkauft. Die erste Baureihe des Marquis blieb nur zwei Jahre lang im Programm. Zum Modelljahr 1969 erschien die zweite Generation des Marquis, die in verschiedenen offenen und geschlossenen Versionen mit zwei und vier Türen erhältlich war. Damit verbunden war eine Neuordnung des Mercury-Programms: 1969 gab Mercury im Full-Size-Segment die Linien Montclair und Park Lane auf. Der Monterey blieb auch weiterhin die Basisversion. Die mittlere Linie hieß statt Montclair nun Monterey Custom, und an die Stelle des bisherigen Spitzenmodells Park Lane trat ab 1969 der Marquis. Im Laufe der 1970er-Jahre gab Mercury die Schwestermodelle Montclair und Monterey auf; stattdessen wurde dem Marquis zeitweise der besonders hochwertig ausgestattete Grand Marquis zur Seite gestellt.

## Die einzelnen Baureihen

### Modelljahre 1967 und 1968
Der Mercury Marquis hat ein separates Chassis, das dem des Park Lane und – abgesehen vom Radstand – auch dem des Ford Galaxie 500 und seines Ablegers LTD entspricht. Er teilt sich die Karosserie unter anderem mit Fords zweitürigem LTD Hardtop Coupé, einem Semi-Fließheckcoupé, das eine breitere C-Säule und ein schmaleres hinteres Seitenfenster hat als die zweitürigen Park-Lane-Versionen. Die Frontpartie ist den zeitgenössischen Lincoln-Modellen nachgebildet. Die Ausstattung des Marquis war hochwertiger als die des Park Lane. Sie umfasste ein serienmäßiges Vinyldach, Echtholzeinlagen im Innenraum sowie – aufpreispflichtig – Lederbezüge für die Sitze. Ein besonderes Ausstattungsmerkmal war die sogenannte Twin Comfort Lounge Bench, eine im Verhältnis 50 zu 50 geteilte Sitzbank, die im Gegensatz zu den üblichen Sitzbänken auf Fahrer- und Beifahrerseite partiell ausgeformte Sitzflächen hatte. 
Als Antrieb kamen ausschließlich große Achtzylinder-V-Motoren aus der FE-Serie zum Einsatz. Standardmotorisierung war im ersten Modelljahr eine 
410 cui (6717 cm³) große und 330 SAE-PS (brutto) starke Version der FE-Serie. Sie entfiel 1968; an ihre Stelle trat ein der 390 cui (6390 cm³) großer Motor mit einer Leistung von 315 SAE-PS. Gegen Aufpreis erhältlich war in beiden Jahren der 428 cui (7013 cm³) große Super Marauder V8 mit einer Höchstleistung von 345 SAE-PS. Als Kraftübertragung wurde in beiden Modelljahren serienmäßig eine Dreigangautomatik eingebaut; ein handgeschaltetes Vierganggetriebe war alternativ ohne Aufpreis erhältlich.
Im Modelljahr 1967 war der Marquis mit einem Listenpreis von 3989 $ das teuerste Modell im Mercury-Programm; der viertürige Park Lane Brougham war in diesem Jahr 3 $ günstiger. Im Modelljahr 1968 senkte Mercury den Listenpreis des Marquis auf 3685 $.1967 wurden 6510 Autos gefertigt, im Modelljahr 1968 entstanden 3965 Marquis.

### Modelljahre 1969–1972
Zum Modelljahr 1969 erschien eine neue Generation der großen Mercurys. Weil Mercury mit Ablauf des Modelljahrs 1968 die Baureihe Park Lane, zu der auch große Limousinen und Cabriolets gehört hatten, eingestellt hatte, wurde das Marquis-Programm um zwei Limousinen, ein Cabriolet und einen Colony Park genannten Kombi erweitert. Die Marquis-Serie stellte seitdem die Spitzenbaureihe der Marke Mercury dar, unter ihr rangierten der Mercury Monterey, der Monterey Custom und die Sportversion Marauder.
Technisch entspricht der Marquis dieser Generation dem zeitgenössischen Ford LTD, hat aber einen zwei Zoll längeren Radstand. Das Chassis stimmt weitgehend mit dem Marquis der Jahrgänge 1967 und 1968 überein. Der Basismotor im Marquis war nun 7 Liter groß. 1970 erschien der Marquis Brougham als noch teurere und opulenter ausgestattete Baureihe über dem Marquis; zum selben Zeitpunkt wurde das Cabrio aus dem Angebot genommen. Bis 1972 erfolgten lediglich Detailänderungen.
Bis 1972 entstanden von dieser Marquis-Generation insgesamt 412.693 Exemplare.

### Modelljahre 1973–1978
Zum Modelljahr 1973 brachte der Ford-Konzern eine äußerlich stark überarbeitete Ausgabe seiner Full-Size-Cars heraus. Das betraf auch den Mercury Marquis und sein bis 1974 verkauftes Schwestermodell Monterey. Fahrwerk und Rahmen wurden von der 1969 eingeführten Vorgängerreihe übernommen, wobei die Mercury-Modelle mit Stufenheck einen 5 cm längeren Radstand hatten als ihre Pendants bei Ford (LTD, Galaxie und Custom 500); die neue Modellreihe hatte aber einen neu gestalteten Karosseriekörper. Der Aufbau ist länger, breiter und schwerer als die bis 1972 gebaute Form. Im Gegensatz zu den Full-Size-Fords und dem Monterey haben alle Marquis-Modelle Klappscheinwerfer; außerdem waren gegen Aufpreis seitliche Abdeckungen der Hinterräder erhältlich. Im gesamten Produktionszeitraum gab es einen viertürigen Pillared Hardtop Sedan mit B-Säule, 1973 und 1974 außerdem einen Hardtop Sedan ohne B-Säule. Im Gegensatz zum Ford LTD, das ab 1975 ausschließlich mit B-Säule erhältlich war, behielt Mercury das Hardtop Coupé ohne B-Säule bis zur Einstellung dieser Generation 1978 bei. Daneben gab es Kombis mit zwei und drei Sitzreihen, die die Zusatzbezeichnung Collony Park trugen. Die Marquis waren ausschließlich mit Achtzylinder-V-Ottomotoren erhältlich, wobei Ausführungen mit 5,8, 6,6 und 7,5 Liter Hubraum im Programm standen. Die Leistungsspanne reichte von 153 bis 220 SAE-PS (netto). Die Antriebstechnik war in den 1970er-Jahren tiefgreifenden regulatorischen Maßnahmen der US-amerikanischen Behörden ausgesetzt, die sowohl Reaktionen auf steigende Rohstoffpreise infolge der Ersten Ölkrise 1973 waren als auch veränderte Vorstellungen zum Umweltschutz aufnahmen. Dazu gehörten gesetzliche Bestimmungen zur Begrenzung des Flottenverbrauchs, die in der Praxis zu einer Senkung der Motorleistung führten. Die Technik war teilweise hochwertig. So waren unter anderem per Druckluft regulierbare Stoßdämpfer für die Hinterachse zur Niveauregulierung und Fahrwerksmodulation erhältlich („Air Supply“).
Zum Modelljahr 1975 strukturierte der Ford-Konzern seine Full-Size-Familie neu: Bei der Marke Ford entfielen der Custom und der Galaxie, und Mercury stellte den Monterey ein. Bei Mercury wurde die Bezeichnung Marquis auf das einfachste Full-Size-Modell heruntergereicht, während die am besten ausgestattete Variante die neu etablierte Bezeichnung Grand Marquis erhielt.
Von der letzten Marquis-Baureihe in der traditionellen Größe wurden in 6 Jahren rund 692.000 Stück gebaut.

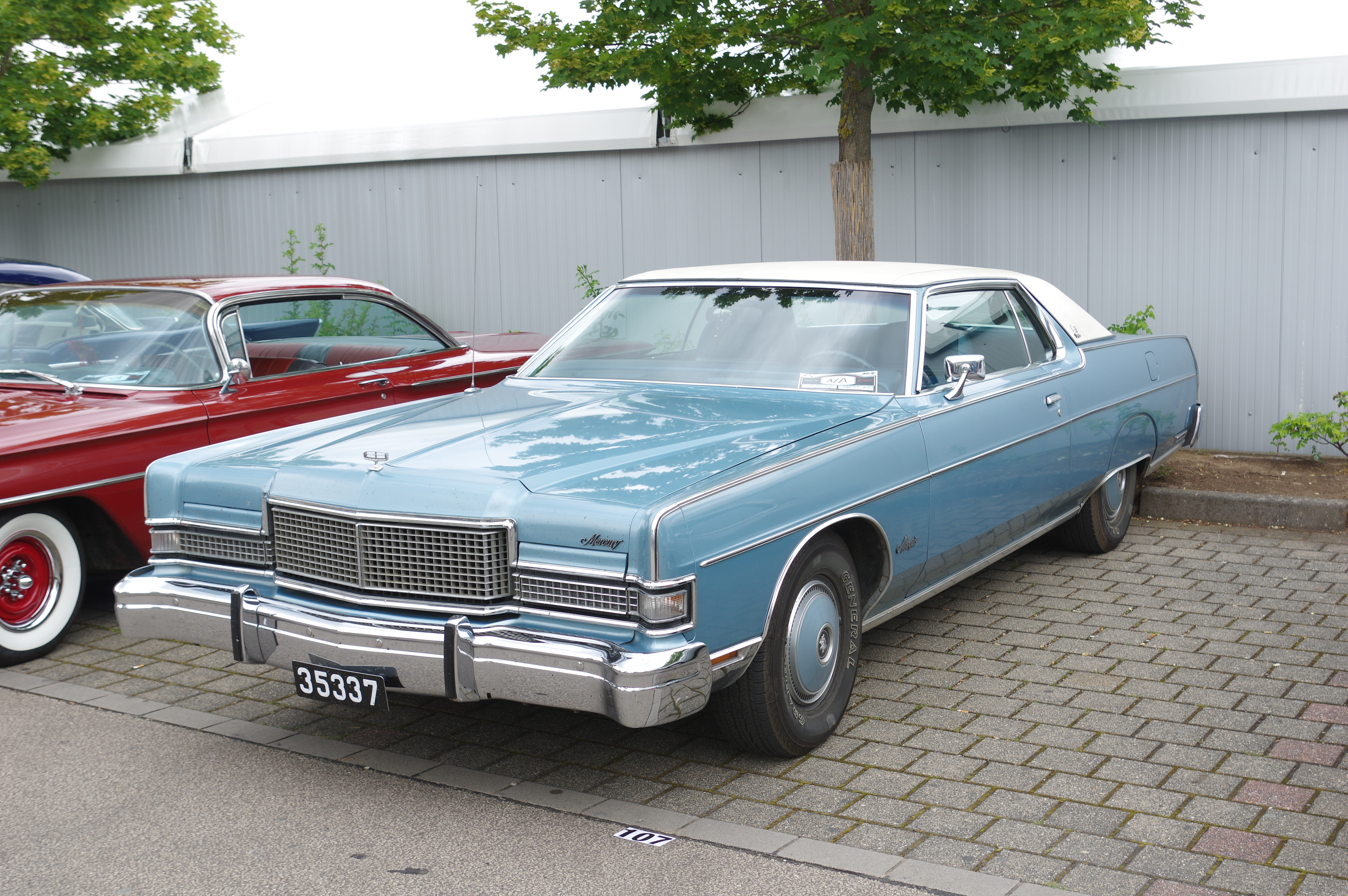
Mercury Marquis Hardtop Coupé (1973)
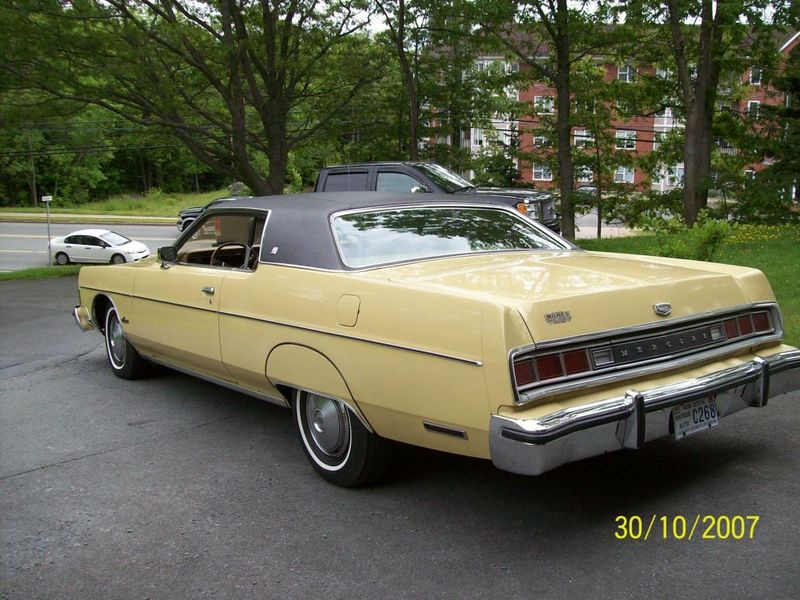
Mercury Marquis Brougham Hardtop Coupé (1974)
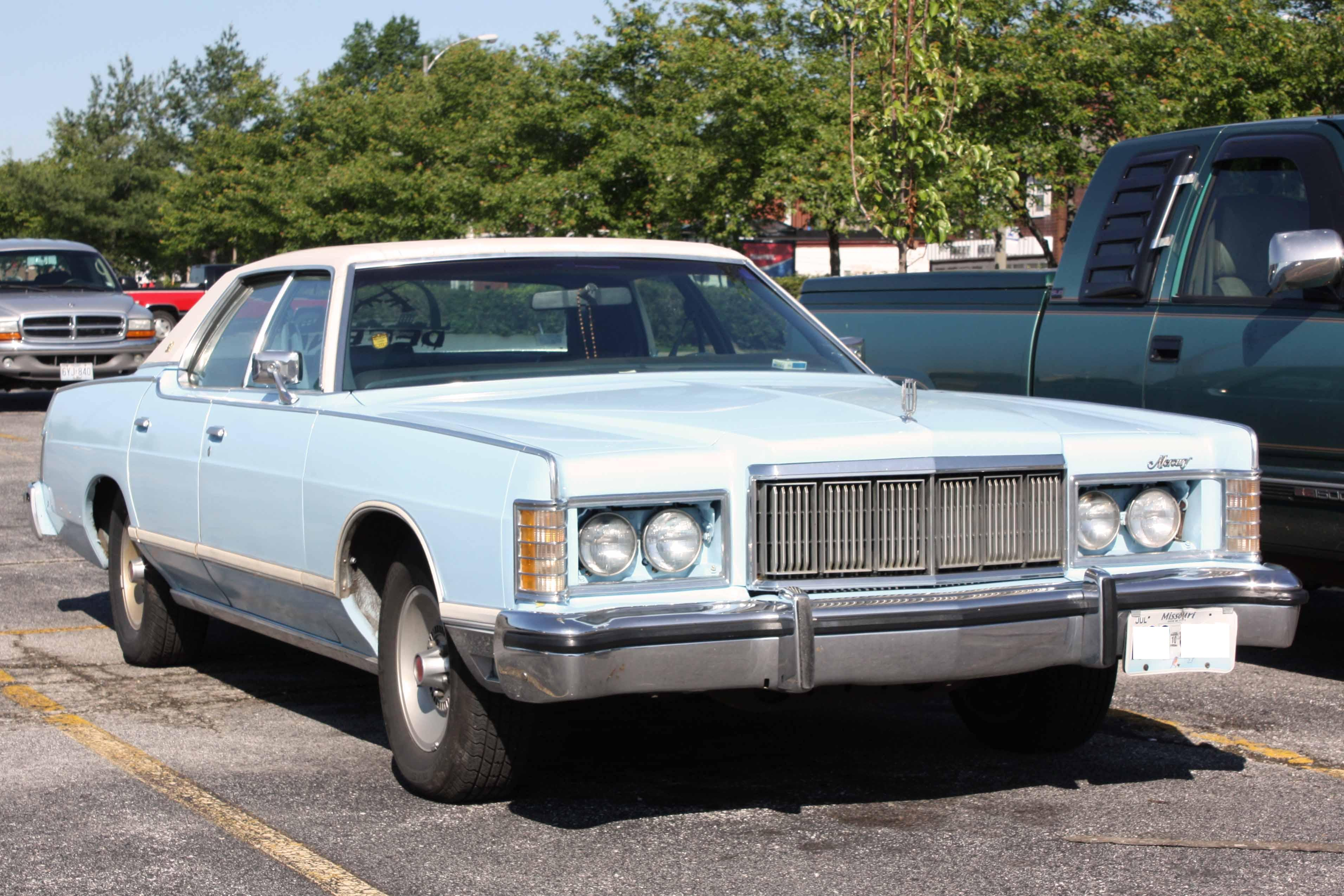
Mercury Grand Marquis Pillared Hardtop Sedan (1976)
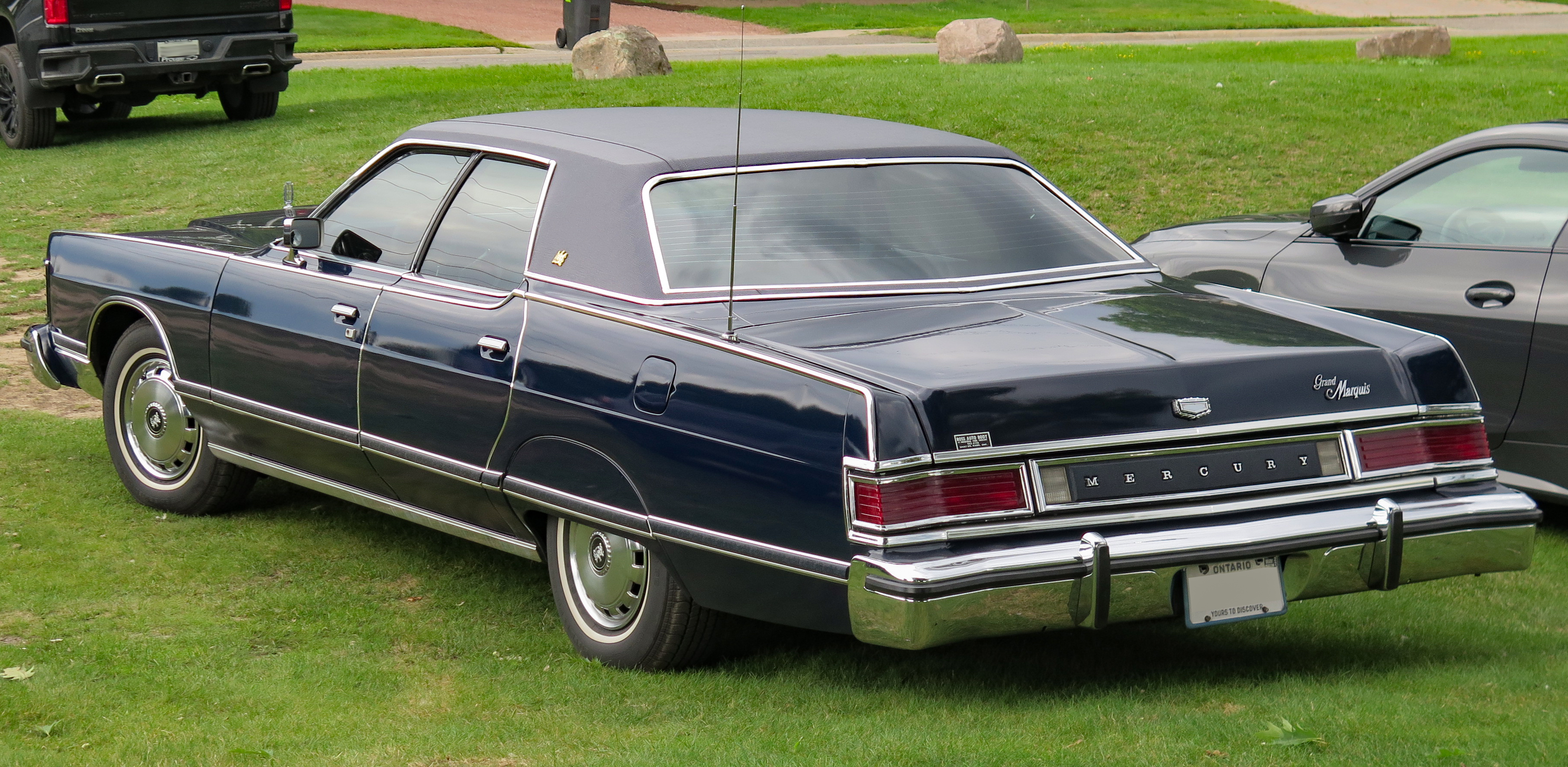
Mercury Grand Marquis Pillared Hardtop Sedan (1978)

### Modelljahre 1979–1982
Zum Modelljahr 1979 brachte der Ford-Konzern eine neu konstruierte, kleinere und leichtere Full-Size-Reihe heraus. Sie basiert auf der neuen Panther-Plattform, mit der Ford den in den späten 1970er-Jahren verbreiteten Downsizing-Prozess erstmals im Full-Size-Segment umsetzte. Die Mercury-Version erhielt wiederum die Bezeichnung Marquis; sie war erneut ein 
Schwestermodell des Ford LTD. Die technischen und äußerlichen Unterschiede beschränken sich auf Details. Anders als in den früheren Generationen, nutzten Ford und Mercury für ihre großen Autos den gleichen Radstand; lediglich der Lincoln Continental und der Continental Mark VI haben größere Abmessungen. Als Karosserieversionen standen wie bei Ford ein Coupé, eine Limousine und ein Kombi im Programm; die Ausstattungsvarianten trugen die Bezeichnungen Marquis, Marquis Brougham und Grand Marquis. Dem Antrieb dienten jetzt V8-Motoren von 4,9 oder 5,8 Liter Hubraum. Ein Dreigang-Automatikgetriebe war stets serienmäßig. 1981 bildete ein kleinerer 4,2-Liter-V8 die Basismotorisierung, die beiden größeren Achtzylinder blieben im Angebot. 1982 entfielen die Lüftungsschlitzattrappen an den vorderen Kotflügeln und der 5,8-Liter war nur noch in den speziellen Polizei-Versionen zu haben.
Der große Mercury wurde ab Modelljahr 1983 praktisch unverändert unter der Bezeichnung Grand Marquis weitergeführt. Von 1978 bis 1982 entstanden 333.923 Stück.
In Venezuela dagegen wurde das Modell von der Grupo Consorcio 1390 S.A. im Auftrag Fords montiert. Dort wurde das Modell als Ford Conquistador vertrieben.

### Modelljahre 1983–1986
Im Herbst 1982 nahm Mercury einen neuen, wiederum kleineren Marquis mit Hinterradantrieb in die Produktion, das Parallelmodell des neuen Ford LTD, das auf der Fox-Plattform des Ford Fairmont aufbaute.
Angeboten wurden eine viertürige Limousine und ein fünftüriger Kombi in den Ausstattungsstufen Marquis und Marquis Brougham, lieferbar jeweils mit 2,3-Liter-Vierzylinder, 3,3-Liter-Reihensechszylinder oder 3,8-Liter-V6 und Viergang-Schaltgetriebe oder Viergang-Automatik ausgerüstet. 1984 entfielen das Schaltgetriebe und der Reihensechszylinder. In der Folge gab es nur minimale Änderungen.
1986 lief die Marquis-Produktion nach 307.950 Exemplaren aus; Nachfolger des Marquis war der Mercury Sable.